# Bomovo
Bomovo (en macédonien Бомово, en albanais Bomova) est un village de l'ouest de la Macédoine du Nord, situé dans la municipalité de Debar. Le village ne comptait aucun habitant en 2002.